# Кампаниле II (Фрозиноне)
Кампаниле II је насеље у Италији у округу Фрозиноне, региону Лацио.
Према процени из 2011. у насељу је живело 11 становника. Насеље се налази на надморској висини од 154 м.